# Сідней (Небраска)
Сідней (англ. Sidney) — місто (англ. city) в США, в окрузі Шаєнн штату Небраска. Населення — 6410 осіб (2020).

## Географія
Сідней розташований за координатами 41°8′1″ пн. ш. 102°58′6″ зх. д. / 41.13361° пн. ш. 102.96833° зх. д. (41.133681, -102.968458).  За даними Бюро перепису населення США в 2010 році місто мало площу 17,95 км², з яких 17,94 км² — суходіл та 0,00 км² — водойми. В 2017 році площа становила 19,39 км², з яких 19,38 км² — суходіл та 0,00 км² — водойми.

### Клімат
| Клімат : Сідней       | Клімат : Сідней | Клімат : Сідней | Клімат : Сідней | Клімат : Сідней | Клімат : Сідней | Клімат : Сідней | Клімат : Сідней | Клімат : Сідней | Клімат : Сідней | Клімат : Сідней | Клімат : Сідней | Клімат : Сідней | Клімат : Сідней |
| Показник              | Січ.            | Лют.            | Бер.            | Квіт.           | Трав.           | Черв.           | Лип.            | Серп.           | Вер.            | Жовт.           | Лист.           | Груд.           | Рік             |
| Середній максимум, °C | 4,1             | 5,8             | 10,3            | 14,9            | 20,3            | 26,3            | 30,9            | 29,7            | 24,6            | 16,9            | 9,4             | 4,1             | 16,4            |
| Середній мінімум, °C  | −10,1           | −8,8            | −4,9            | −0,8            | 5,1             | 10,3            | 13,9            | 12,9            | 7,4             | 0,5             | −5,4            | −10             | 0,8             |
| Норма опадів, мм      | 6               | 9               | 24              | 41              | 69              | 82              | 58              | 55              | 37              | 26              | 13              | 7               | 428             |
| --------------------- | --------------- | --------------- | --------------- | --------------- | --------------- | --------------- | --------------- | --------------- | --------------- | --------------- | --------------- | --------------- | --------------- |
| Джерело: NOAA         |                 |                 |                 |                 |                 |                 |                 |                 |                 |                 |                 |                 |                 |

## Демографія
Згідно з переписом 2010 року, у місті мешкало 6757 осіб у 2893 домогосподарствах у складі 1764 родин. Густота населення становила 377 осіб/км².  Було 3184 помешкання (177/км²).
Расовий склад населення:
| - 92,3 % — білих - 2,3 % — азіатів - 0,8 % — корінних американців - 0,2 % — чорних або афроамериканців - 0,1 % — вихідців з тихоокеанських островів - 2,7 % — осіб інших рас |

До двох чи більше рас належало 1,5 %. Частка іспаномовних становила 7,4 % від усіх жителів.
За віковим діапазоном населення розподілялося таким чином: 25,1 % — особи молодші 18 років, 59,6 % — особи у віці 18—64 років, 15,3 % — особи у віці 65 років та старші. Медіана віку мешканця становила 37,1 року. На 100 осіб жіночої статі у місті припадало 94,2 чоловіків;  на 100 жінок у віці від 18 років та старших — 90,3 чоловіків також старших 18 років.
Середній дохід на одне домашнє господарство  становив 66 039 доларів США (медіана — 54 242), а середній дохід на одну сім'ю — 80 921 долар (медіана — 73 877). За межею бідності перебувало 13,5 % осіб, у тому числі 22,3 % дітей у віці до 18 років та 5,5 % осіб у віці 65 років та старших.
Цивільне працевлаштоване населення становило 3917 осіб. Основні галузі зайнятості: роздрібна торгівля — 31,9 %, освіта, охорона здоров'я та соціальна допомога — 20,8 %, мистецтво, розваги та відпочинок — 8,4 %, транспорт — 7,2 %.